# American Scantic Line
Die American Scantic Line war eine von 1918 bis 1965 bestehende amerikanische Reederei.

## Geschichte
Die American Scantic Line wurde im April 1918, also noch während des Ersten Weltkriegs, vom United States Shipping Board gegründet, um einen Liniendienst aus den Vereinigten Staaten nach Skandinavien und weiteren Ostseehäfen aufzubauen. Die US-Regierung stellte Schiffe zur Verfügung, deren Betrieb die New Yorker Reederei Moore-McCormack übernahm.
Im Jahr 1927 übernahm Moore & McCormack die American Scantic Line komplett mit einer Flotte von sechs Hog Islandern vom United States Shipping Board. Der Zehnjahresvertrag umfasste eine Erweiterung auf russische und polnische Häfen. Zu diesem Zweck rüstete man 1932 die vier Standardfrachter Bird City, Schenectady, Chickasaw und  Saguache zu Kombischiffen mit 72 Passagierplätzen um und setzte sie als Scanpenn, Scanyork, Scanmail und Scanstates in Fahrt.
Mit der Ocean Dominion Steamship Company richtete American Scantic im September 1934 den American Caribbean Service ein, der am 19. Oktober 1944 von der Scanmail  begonnen und im November 1934 von der Scanpenn fortgesetzt wurde. Im Frühjahr 1935 wurde die Scanmail an die American Scantic Line zurückgeliefert und 1937 endete die Zusammenarbeit mit der Ocean Dominion Steamship Company und Anfang 1938 wurden die meisten Frachtschiffe der American Scantic Line mit dem Präfix „Mormac-“ versehen.
Im August 1945 eröffnete die American Scantic Line einen Frachtdienst zwischen Philadelphia, Göteborg, Stockholm und Helsinki, der bis zum März 1946 zu wöchentlichen Abfahrten von New York nach Norwegen, Schweden und weiteren Ostseehäfen durch Frachter mit zwölf Passagierplätzen ausgebaut wurde. Ebenfalls 1946 wurde das C4-Schiff Marine Perch zum Truppentransporter umgebaut und auf der Route von New York nach Oslo und Göteborg eingesetzt. Die letzten Reisen wurden mit der United States Lines und zusätzlichen Hafenanläufen in Bremen verbunden. Danach wurde die Marine Perch an die American Export Lines abgegeben und bis zum Herbst 1947 durch das gemeinsam mit der United States Lines gecharterten Schiff Marine Jumper ersetzt.
In der Nachkriegszeit konzentrierte sich Moore & McCormack auf den Einsatz amerikanischer Standardschiffe mit bis zu zwölf Passagierplätzen. Ab November 1962 erweiterte man den Scantic-Dienst auf Rotterdam und Antwerpen. Die Exporte aus den Beneluxstaaten und Teilen Westdeutschlands fingen Verluste aus dem Osteuropahandel auf. Daneben bot der Scantic Service Frühlingskreuzfahrten aus Skandinavien und weiteren Ostseehäfen sowie Nordeuropa nach Argentinien und Brasilien an.
Nach Verlusten im Passagier- und Frachtgeschäft stellte Moore & McCormack 1965 die American Scantic Liniendienst ein.

## Linien
- 1927: New York nach Kopenhagen und Helsinki
- 1937: New York nach Göteborg, Kopenhagen, Gdynia, Stockholm und Helsinki. Rückreisen über Helsinki, Leningrad, Gdynia und Kopenhagen
- 1949: U.S. Ostküstenhäfen nach Norwegen, Schweden, Dänemark, Polen und Finnland.
- 1962: U.S. Ostküstenhäfen nach Norwegen, Schweden, Dänemark, Polen, Finnland, Rotterdam und Antwerpen.